# Jindřichov (Moravia-Slesia)
Jindřichov (in tedesco Hennersdorf) è un comune della Repubblica Ceca facente parte del distretto di Bruntál, nella regione della Moravia-Slesia.